# Zbigniew Raubo (bokser)

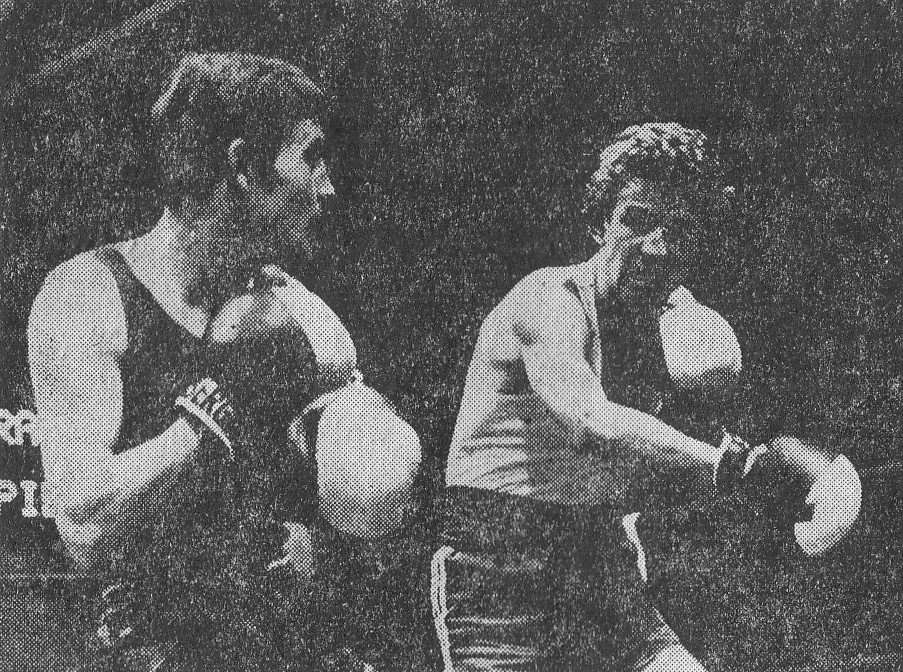
Zbigniew Raubo (z lewej) w finałowej walce z Henrykiem Pielesiakiem podczas Mistrzostw Polski w Boksie w 1977 roku

Zbigniew Raubo (ur. 10 lutego 1957 w Ślemieniu) – polski bokser i trener bokserski, wielokrotny mistrz Polski.

## Kariera sportowa
Był zawodnikiem Górnika Boguszowice, Górnika Radlin, Górnika Pszów i Legii Warszawa (1977–1986).
Reprezentował Polskę na mistrzostwach świata w 1978 (kat. 48 kg, odpadł w pierwszej rundzie), mistrzostwach Europy w 1983 (kat. 51 kg, odpadł w pierwszej rundzie) i zawodach Przyjaźń-84 (kat. 51 kg). Na tej ostatniej imprezie wywalczył srebrny medal.
W 1975 został mistrzem Polski juniorów, w 1976 młodzieżowym mistrzem Polski. Czterokrotnie zdobywał mistrzostwo Polski seniorów w kategorii 51 kg (1981, 1983, 1984, 1986), dwukrotnie wicemistrzostwo Polski seniorów w kategorii 48 kg (1977, 1978), dwukrotnie brązowy medal mistrzostw Polski seniorów w kategorii 48 kg (1976, 1979). W barwach Legii był także sześciokrotnie drużynowym mistrzem Polski.

## Praca trenerska
Po zakończeniu kariery zawodniczej pracował jako trener w Gwardii Warszawa i Nokaucie Warszawa, a także z zawodową grupą Knock-Out Promotions. Był także trenerem reprezentacji Polski kadetów (od 2005) oraz młodzieżowej reprezentacji Polski. W październiku 2014 został tymczasowym trenerem reprezentacji Polski seniorów, a równocześnie również trenerem grupy Rafako Hussars Poland.
Trenował m.in. Przemysława Saletę, Macieja Zegana i Krzysztofa Włodarczyka, a w reprezentacji Polski kadetów Artura Szpilkę. Prowadził także zawodnika MMA Krzysztofa Jotko, gdy ten walczył dla organizacji UFC.